# Strombina recurva
Espèce
Strombina recurva est une espèce de mollusque gastéropode marin appartenant à la famille des Columbellidae.

## Description
- Répartition : côtes ouest des Amériques.
- Longueur : 5 cm.